# Востан
Востан (вірм. Ոստան) — село в марзі Арарат, у центрі Вірменії. Село розташоване на залізниці Єреван — Єрасх, межує з північно-східною околицею міста Арташат, за 3 км на південь від села Бердік, за 4 км на південний захід від села Верін Арташат, за 6 км на захід від села Кахцрашен, за 5 км на північний захід від села Айгезард та 4 км від села Айгепат.